# Vietnam Veterans
Vietnam Veterans, également appelé The Gitanes, est un groupe de rock français, originaire de Chalon-sur-Saône. Il est formé au début des années 1980 par des musiciens adeptes du garage rock et psychédélique notamment le chanteur et guitariste Mark Enbatta et le clavier Lucas Trouble.

## Biographie
Influencés par The 13th Floor Elevators, le premier album des Vietnam Veterans, intitulé On the Right Track Now, sorti en 1983, porte le titre d'un morceau du texan psychédélique Roky Erickson et dégage des sonorités très marquées années 1960.
Six albums dont un sous le nom de Late Veterans permettent au rock français d'exister sur la scène garage internationale dans les années 1980. L'audience des Vietnam Veterans en Allemagne et les contacts noués avec le groupe allemand Daisy Chain aboutissent à une collaboration commune sous le nom de Vietnam Chain, donnant naissance à un album, Susmoloa Beat et à un EP 45 tours. Après la séparation du groupe en 1988, Mark publie un album solo, qui fait participer Lucas et Martin.
Au début des années 1990, l'activité du groupe cesse et Lucas Trouble se consacre principalement depuis son studio - et par le biais de son label Nova Express - à l'enregistrement et à la production de nombreuses formations garage dont Temple Gates, The Silly Things et The Needs. 
En 2005, Lucas Trouble, Mark Enbatta et Eric Lenoir sous le sobriquet The Gitanes, composent un album dans l'esprit garage et psychédélique des temps anciens avec les reprises Bang Bang de Sonny Bono, et Ghost Riders in the Sky portant le titre The Further Adventures of the Vietnam Veterans. En 2006, le groupe revient avec l'album Cloudy Draw, publié au label Nova Express. Le groupe revient en 2009 sous le nom Vietnam Veterans. Lors d'un article du 13 juin 2009, le magazine Rock & Folk voit en le groupe The Needs « les dignes héritiers de Vietnam Veterans. »

## Membres
- Mark Enbatta – chant, guitare (1983-1988, depuis 2009)
- Lucas Trouble – claviers (1983-1988, depuis 2009)
- James Kibut (depuis 2009)
- Eric Lenoir (depuis 2009)

## Discographie
- 1983 : On the Right Track Now  (Lolita)
- 1984 : Crawfish for the Notary (Lolita)
- 1985 : Green Peas (Music Maniac)
- 1986 : In Ancient Time (Music Maniac)
- 1987 : Catfish Eyes and Tales (Music Maniac)
- 1988 : Days of Pearly Spencer (Music Maniac)
- 2006 : Cloudy Draw (Nova Express, sous le nom The Gitanes)
- 2009 : Strange Girl (Music Maniac, sous le nom The Gitanes)